# Paulo César Gusmão
Paulo César Gusmão (Rio de Janeiro, 19 maggio 1962) è un allenatore di calcio ed ex calciatore brasiliano, di ruolo portiere.
Ha allenato anche in Qatar e in Portogallo, dopo aver guidato diverse grandi squadre brasiliane.

## Palmarès

### Giocatore
- Campionato Carioca: 1

Vasco da Gama: 1988

### Allenatore
- Campionato Mineiro: 2

Cruzeiro: 2004, 2006
- Campionato Goiano: 2

Itumbiara: 2008
Atlético Goianiense: 2011
- Campionato Cearense: 1

Ceará: 2012